# Antipathella fiordensis
Antipathella fiordensis är en korallart som först beskrevs av Grange 1990.  Antipathella fiordensis ingår i släktet Antipathella och familjen Myriopathidae. Inga underarter finns listade i Catalogue of Life.